# Солончакові луки Бохайської затоки
Солончакові луки Бохайської затоки (ідентифікатор WWF: PA0902) — палеарктичний екорегіон затоплюваних луків і саван, розташований на сході Китаю. 

## Географія
Екорегіон солончакових луків Бохайської затоки охоплює західне узбережжя Бохайської затоки в провінціях Хебей та Шаньдун та в окрузі Тяньцзінь, зокрема дельти річок Хуанхе, Хайхе та Луаньхе. Дельта Хуанхе щорічно збільшується на 50 км² завдяки мільярду тонн відкладів, які осідають в гирлі річки протягом року.
Екорегіон включає велику кількість як природних, так і штучних водно-болотних угідь. Площа ватів, очеретяних заростей та інших природних водно-болотних угідь значно скоротилася внаслідок розвитку аквакультури та будівництва. Штучні водно-болотні угіддя включають рисові поля, соляні ставки та інші штучні водойми. Частина регіону визнана Рамсарською конвенцією як водно-болотні угіддя міжнародного значення. 

## Клімат
В межах екорегіону переважає вологий континентальний клімат (Dwa за класифікацією кліматів Кеппена), який характеризується спекотним і вологим літом та холодною, малосніжною зимою. Влітку температура може досягати 30 °C, а взимку опускається нижче 0 °C. Середньорічна кількість опадів становить 500-600 мм.

## Флора
Основними рослинними угрупованнями екорегіону є трав'янисті луки. На засолених прибережних луках, які часто затоплюються під час припливів, поширені галофітні (солестійкі) сукулентні види, такі як солонцевий содник (Suaeda salsa). На луках, розташованих подалі від припливної зони, переважає циліндрична імперата (Imperata cylindrica), висока багаторічна трава, поширена у багатьох тропічних та помірних частинах Азії. На берегах прісноводних водойм у внутрішній частині екорегіону раніше були поширені очеретяні та осокові зарості, основу яких складав звичайний очерет (Phragmites australis), однак наразі вони майже повністю знищені.

## Фауна
Водно-болотні угіддя екорегіону є важливим місцем гніздування для багатьох водоплавних та коловодних птахів, а також місцем, де зупиняються численні перелітні птахи, що мігрують по Східноазійсько-Австралазійському пролітному шляху. Серед рідкісних птахів, що зустрічаються в екорегіоні, слід відзначити японського журавля (Grus japonensis), білого журавля (Leucogeranus leucogeranus), чорного журавля (Grus monacha), даурського журавля (Antigone vipio), далекосхідного лелеку (Ciconia boyciana), китайського креха (Mergus squamatus), охотського коловодника (Tringa guttifer), євразійську дрохву (Otis tarda) та реліктового мартина (Ichthyaetus relictus). На содникових луках регіону гніздиться значна частина світової популяції рідкісних китайських мартинів (Chroicocephalus saundersi).  Загалом в екорегіоні зареєстровано 367 видів птахів та 197 видів риб.

## Збереження
Оцінка 2017 року показала, що 2510 км², або 22 % екорегіону, є заповідними територіями. Основною природоохоронною територією екорегіону є Національний природний заповідник дельти Янцзи.